# Piotr Cieślak
Piotr Cieślak (ur. 1 listopada 1948 w Toruniu, zm. 12 września 2015 w Warszawie) – polski aktor, reżyser teatralny, pedagog, dyrektor teatrów. 

## Życiorys
W latach 1970–1973 był aktorem Puławskiego Studium Teatralnego, a w latach 1973-1974 Teatru Studio w Warszawie. Pracował jako aktor w latach 1974-1983. W latach 1983–1991 był reżyserem w warszawskim Teatrze Powszechnym. W latach 1993–2007 pracował jako dyrektor artystyczny w Teatrze Dramatycznym w Warszawie.
Od 1973 wykładał w PWST w Warszawie, w latach 1987-90 pracował jako prodziekan Wydziału Aktorskiego, a w latach 1990-1993 był prorektorem uczelni. 17 września 2015 został pochowany na Katolickim Cmentarzu Komunalnym w Józefowie.

## Filmografia: aktor
- 1975: Opadły liście z drzew jako Wysoki
- 1976: Człowiek z marmuru jako ubek
- 1976: Niedzielne dzieci jako lekarz; nie występuje w czołówce
- 1976: Smuga cienia jako drugi oficer Miles
- 1977: Pokój z widokiem na morze jako ksiądz
- 1978: Wsteczny bieg jako Jacek, przyjaciel Marty
- 1979: Kung-fu jako członek rady zakładowej
- 1988: Oszołomienie jako wykonawca wyroku na Czekańskiej
- 1991: Koniec gry jako Kawski, działacz Polskiej Partii Postępu
- 1992: Warszawa, Annee 5703 jako wikary

## Życie prywatne
W 1971 zawarł związek małżeński z Jadwigą Jankowską-Cieślak, z którą miał troje dzieci, dwóch synów – Jakuba i Antoniego oraz córkę Zofię.